# مبدأ دالمبير
مبدأ دالمبير هو طريقة أخرى لصياغة قانون نيوتن الثاني للحركة. تم تعريف المبدأ على أنه «سالب ناتج التسارع في الكتلة. إذا تمت إضافة هذه القوة إلى القوة المؤثرة، فهناك توازن، مما يعني أن مبدأ الشغل الافتراضي قد يكون محققا». إنه يشكل امتدادًا لمبدأ الشغل الافتراضي من الأنظمة الثابتة إلى الأنظمة الديناميكية.
لا ينطبق المبدأ على عمليات الإزاحة التي لا رجعة فيها، مثل الاحتكاك المنزلق، والمزيد من المواصفات العامة للا رجعة. مبدأ دالمبير أكثر عمومية من مبدأ هاملتون لأنه لا يقتصر على القيود الحركية التي تعتمد فقط على الإحداثيات والوقت ولكن ليس على السرعات.